# 日本外贸公司办公楼旧址
日本外贸公司办公楼旧址，位于辽宁省沈阳市和平区民主路107号，目前被列为沈阳市文物保护单位。

## 建筑
大楼建于1937年，为砖混结构，表面配有瓷砖罩面，窗口装饰有石质雕花，整体为三层。大楼正面建有两层圆顶铁皮塔楼，塔楼下侧两边各雕一个云卷贴耳。大楼为日占时期建筑，现为沈阳市公安局和平分局用房。